# Periquito alablau
El periquito alablau (Neophema chrysostoma) és una espècie d'ocell de la família dels psitàcids (psittacidae) que habita boscos, praderies i terres de conreu del sud-est d'Austràlia Meridional, sud de Victòria (Austràlia) i Tasmània.